# Scarlet Street
Scarlet Street (conocida para su distribución en español como Perversidad y Mala mujer) es una película estadounidense dirigida por Fritz Lang y estrenada en el año 1945; ofrece una de las mejores actuaciones de Edward G. Robinson.

## Argumento
Christopher Cross (Edward G. Robinson), un cajero muy querido en su compañía y aficionado a la pintura, lleva una vida marital bastante gris al estar casado con una mujer que no lo quiere.
En un incidente de calle, conoce a Kitty (Joan Bennett), de la cual se enamora, pero no es correspondido, sino utilizado por ella para sacarle provecho económico. 
Por este amor, Cross roba en la oficina bancaria en la que trabaja, y entrega no solo sus ahorros sino también su honra, su dignidad y su orgullo; y además, el amante de Kitty, Johnny (Dan Duryea), le roba sus cuadros y los pone a la venta, atribuyéndole la autoría a Kitty y se hacen ricos a costa de él.

## Reparto
| - Edward G. Robinson - Christopher Cross - Joan Bennett - Kitty March - Dan Duryea - Johnny Prince - Margaret Lindsay: Millie Ray - Jess Barker - David Janeway - Rosalind Ivan - Adele Cross - Arthur Loft - Dellarowe - Charles Kemper - Higgins le borgne - Russell Hicks - J.J. Hogarth - Samuel S. Hinds - Charles Pringle - Anita Sharp-Bolster - Michaels - Vladimir Sokoloff - Pop LeJon - Cy Kendall - Nick - Tom Dillon - Policía |

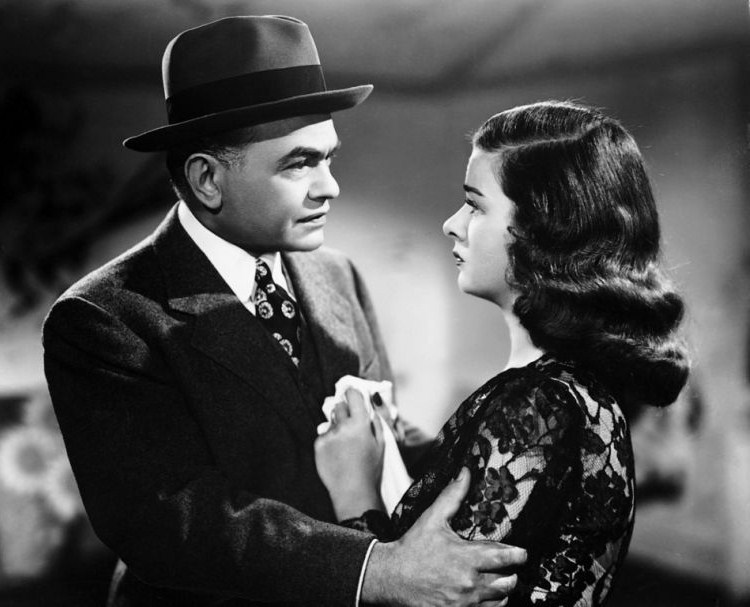
Edward G. Robinson y Joan Bennett en parte de un fotograma de la película.